# Clathrina reticulum
Clathrina reticulum är en svampdjursart som först beskrevs av Schmidt 1862.  Clathrina reticulum ingår i släktet Clathrina och familjen Clathrinidae. Inga underarter finns listade i Catalogue of Life.